# Editiones principes di opere latine - XVII-XIX secolo
La presente voce contiene l'elenco delle editiones principes di opere latine apparse dal 1601 al 1900.

## XVII secolo
| Data | Autore, Opera                                                                                   | Tipografo           | Luogo      | Commenti |
| ---- | ----------------------------------------------------------------------------------------------- | ------------------- | ---------- | --- |
| 1601 | Braulione di Saragozza, Vita Sancti Aemiliani                                                   |                     | Madrid     | A cura di Prudencio de Sandoval come parte della sua Primera parte de las fundaciones de los monesterios del glorioso padre San Benito. |
| 1602 | Liber Pontificalis                                                                              | Joannes Albinus     | Magonza    | A cura di Johannes Busaeus. |
| 1602 | Idazio, Chronicon                                                                               |                     | Ingolstadt | A cura di Henricus Canisius, è compreso nella sua vasta e varia raccolta Antiquae Lectiones. Canisius utilizzò una versione abbreviata della cronaca; fu solo a Roma nel 1615 che l'opera completa venne pubblicata, redatta da L. Sanllorente. Un'altra edizione completa uscì lo stesso anno a Pamplona grazie al vescovo benedettino Prudencio de Sandoval. |
| 1604 | Beda il Venerabile, Vita sancti Cuthberti metrica                                               | Andreas Angermarius | Ingolstadt | A cura di Henricus Canisius, viene incluso nella sua grande compilazione Antiquae Lectiones, seu antiqua monumenta ad historiam mediae aetatis illustrandam. La Vita Columbae stampata qui per la prima volta, è la breve recensione della Vita di Columba di Iona; la recensione lunga ed il testo completo furono pubblicati per la prima volta dall'agiografo irlandese John Colgan a Lovanio nel 1647 quale parte del suo Trias Thaumaturga insieme alle vite di Patrizio d'Irlanda e Brigida. |
| 1604 | Adamnano di Iona, Vita Columbae                                                                 | Andreas Angermarius | Ingolstadt | A cura di Henricus Canisius, viene incluso nella sua grande compilazione Antiquae Lectiones, seu antiqua monumenta ad historiam mediae aetatis illustrandam. La Vita Columbae stampata qui per la prima volta, è la breve recensione della Vita di Columba di Iona; la recensione lunga ed il testo completo furono pubblicati per la prima volta dall'agiografo irlandese John Colgan a Lovanio nel 1647 quale parte del suo Trias Thaumaturga insieme alle vite di Patrizio d'Irlanda e Brigida. |
| 1605 | Alcuino, De orthographia                                                                        |                     | Hannover   | A cura di Helias van Putschen. Il testo è incluso nella raccolta Gramatticae Latinae auctores antiqui, attribuito erroneamente a Beda. |
| 1605 | Agobardo                                                                                        |                     | Parigi     | A cura dello storico e geografo francese Jean Papire Masson, che aveva ritrovato un manoscritto del IX secolo in una libreria di Lione contenente molti testi precedentemente sconosciuti. Fu seguito a Parigi nel 1666 da una migliore seconda edizione, accuratamente redatta dal chierico e bibliotecario Étienne Baluze. |
| 1608 | Dungal di Bobbio, Responsa contra perversas Claudii Taurinensis episcopi sententias             |                     | Parigi     | A cura di Jean Papire Masson. |
| 1610 | Leonardo Bruni, Historiarum Florentini populi                                                   | Sisto Brunone       | Strasburgo | |
| 1613 | Paolo Diacono, Gesta episcoporum Mettensium                                                     |                     | Hannover   | A cura di Marquand Freher; è parte del Corpus Francicae Historiae. |
| 1615 | Martino di Bracara, Sententiae Patrum Aegyptiorum                                               |                     | Anversa    | A cura di Heribert Rosweyde. |
| 1617 | Colombano di Bobbio, Oratio Sancti Columbani                                                    | Nivelle             | Parigi     | A cura dello storico francese André Duchesne. La preghiera di Colombano fu attribuita erroneamente ad Alcuino. |
| 1617 | Pseudo-Alcuino, Officia per ferias                                                              | Nivelle             | Parigi     | A cura dello storico francese André Duchesne. La preghiera di Colombano fu attribuita erroneamente ad Alcuino. |
| 1619 | Adamnano di Iona, De locis sanctis                                                              |                     | Ingolstadt | A cura del gesuita tedesco Jacobus Gretser. |
| 1620 | Osidio Geta                                                                                     |                     | Leida      | Curato da Petrus Scriverius, è parte della sua Collectanea Veterum Tragicorum aliorumque fragmenta. L'edizione offre solo le prime 134 righe della Medea di Osidio. L'editio princeps del testo integrale uscì ad Amsterdam nel 1759, redatta da Pieter Burman il Giovane quale parte della sua Anthologia Veterum Epigrammatum et Poematum. |
| 1625 | Tertulliano, Ad nationes                                                                        |                     | Ginevra    | A cura di Jacques Godefroy. |
| 1626 | Erchemperto, Historia Langobardorum Beneventanorum                                              |                     | Napoli     | A cura di Antonio Caracciolo. |
| 1630 | Pseudo-Tertulliano, De execrandis gentium diis                                                  |                     | Roma       | A cura di Josephus Maria Suaresius. |
| 1633 | Vitas patrum Emeritensium*                                                                      |                     | Madrid     | A cura di Bernabé Moreno de Vargas, fu seguito da un'edizione più accurata ad Anversa nel 1638, redatta da Tomás Tamayo de Vargas. |
| 1636 | Annales Valesiani                                                                               | Henri Valois        | Parigi     | A cura dello storico e filologo francese Henricus Valesius (= Henri Valois). Gli Excerpta sono due testi indipendenti tratti dallo stesso e unico sopravvissuto manoscritto. |
| 1638 | Lucio Ampelio                                                                                   |                     | Leida      | Curato da Claudius Salmasius come appendice alla Epitome di Floro. |
| 1649 | Fulgentius Ferrandus                                                                            |                     | Digione    | A cura di Pierre-François Chiffletius. |
| 1649 | Pseudo-Fulgentius Ferrandus, Vita Fulgentii e Liber de Trinitate                                |                     | Digione    | A cura di Pierre-François Chiffletius. |
| 1649 | Anastasio il Bibliotecario, Chronographia Tripertita                                            |                     | Parigi     | A cura di Carolus Annibalus Fabrotus. |
| 1650 | Ratramno di Corbie, De Praedestinatione                                                         |                     | Parigi     | A cura di Gilbert Mauguin. È parte di un'antologia intitolata Veterum Auctorum qui IX saeculo de Praedestinatione et Gratia scripserunt Opera et Fragmenta. |
| 1650 | Giovanni Scoto Eriugena, De Praedestinatione Liber                                              |                     | Parigi     | A cura di Gilbert Mauguin. È parte di un'antologia intitolata Veterum Auctorum qui IX saeculo de Praedestinatione et Gratia scripserunt Opera et Fragmenta. |
| 1652 | Martino di Bracara, Opus Tripartitum and De ira                                                 |                     | Lione      | Curato da Juan Tamayo de Salazar come parte della Anamnesis sive Commemorationis sanctorum hispanorum. |
| 1656 | Boezio, De fide catholica                                                                       | Franciscus Hackius  | Leida      | A cura di Renatus Vallinus. Il volume include anche Opuscula sacrae De consolatione di Boezio. |
| 1656 | Patrizio d'Irlanda                                                                              |                     | Londra     | Curato dallo storico irlandese James Ware nel suo Sancto Patricio adscripta Opuscula. Un'edizione bollandista seguì due anni dopo. |
| 1661 | Cresconius, Concordia canonum                                                                   |                     | Parigi     | A cura di Guilelmus Voellus e Henri Justel come appendice alla Bibliotheca iuris canonici veteris. |
| 1663 | Passio Perpetuae                                                                                | Giacomo Dragondelli | Roma       | Un manoscritto fu ritrovato per la prima volta nel 1661 da Luca Olstenio a Montecassino. Essendo morto prima della sua pubblicazione, la redazione fu completata dal gesuita Pierre Poussines, che lo pubblicò, insieme a due altre opere, nella collezione di manoscritti di Olstenio. |
| 1664 | Beda il Venerabile, Epistula ad Plegvinam, Epistula ad Ecgbertum episcopum and Historia abbatum | John Crook          | Dublino    | A cura di James Ware. |
| 1666 | Ebbone, Apologeticum Ebbonis                                                                    |                     | Parigi     | Curato da Luc d'Achery, il testo ebbe almeno sette ristampe, in collezioni storiche ed ecclesiastiche. Fu stampato anche in una grande raccolta intitolata Spicilegium. |
| 1667 | Colombano di Bobbio                                                                             |                     | Lovanio    | A cura del francescano irlandese Patrick Fleming nella sua Collectanea Sacra. Venendo Fleming ucciso nel 1631, l'opera fu pubblicata da Thomas Sirinus, che aggiunse al corpus di Colombano anche Interpretatio mystica progenitorum Christi di Ailerano, un penitenziale erroneamente attribuito a Comininiano e Vita Columbani di Giona di Bobbio, quest'ultimo accuratamente commentato da Fleming, che aggiunse al commentario anche un'antica vita di Comgall di Bangor ed estratti delle vite di Cainnech di Aghabo, Kevin di Glendalough, Fintán di Taghmon e Mo Chutu di Lismore. Vite di Molua e Mochoemoc. |
| 1677 | Pascasio Radberto, Epitaphium Arsenii                                                           |                     | Parigi     | A cura del monaco medievista Jean Mabillon. Mabillon rinvenne l'unico manoscritto sopravvissuto, una copia del IX secolo dell'Abbazia di Corbie. Viene incluso nell'imponente raccolta Acta sanctorum Sancti Benedicti. |
| 1679 | Lattanzio, De mortibus persecutorum                                                             |                     | Parigi     | L'unico manoscritto sopravvissuto dell'opera fu ritrovato nel 1678 presso l'Abbazia di Saint-Pierre a Moissac, in Francia. L'anno seguente fu redatto da Étienne Baluze con altri testi inclusi nel Miscellaneorum Liber Secundus. |
| 1681 | Giovanni Scoto Eriugena, De divisione naturae                                                   |                     | Oxford     | A cura dell'inglese Thomas Gale (m. 1702), docente di greco a Cambridge. In appendice al volume è posta la traduzione di Eriugena dell'Ambigua di Massimo il Confessore. |
| 1688 | Beda il Venerabile, Martyrologium                                                               | John van Meurs      | Anversa    | A cura dei gesuiti bollandisti Godfrey Henschen e Daniel Papebroch, è incluso nel secondo volume di Acta Sanctorum. |
| 1688 | Dhuoda                                                                                          |                     | Parigi     | Un numero limitato di estratti dal Liber Manualis di Dhuoda furono pubblicati da Étienne Baluze quale appendice alla Marca Hispanica dell'arcivescovo cattolico Pierre de Marca. La prima edizione completa fu stampata a Parigi nel 1887 e redatta da Édouard Bondurland. |
| 1688 | Anonimo, Cosmographia libri V                                                                   |                     | Parigi     | dom Porcheron, con il seguente titolo: Anonymi Ravennatis de geographia libri V. |
| 1690 | Vittore Tonnennense, De Poenitentia                                                             |                     | Parigi     | A cura dei padri benedettini della Congregazione di San Mauro tra le opere complete di Sant'Ambrogio. |
| 1693 | Beda il Venerabile, In Habacuc                                                                  | Samuel Roycroft     | Londra     | Curato dal bibliotecario inglese Henry Wharton, il volume includeva anche il De virginitate di Aldelmo di Malmesbury ed il Dialogus ecclesiasticae institutionis dell'arcivescovo inglese Egberto di York, insieme alla ristampa di Historia abbatum di Beda. |
| 1694 | Fabio Planciade Fulgenzio, De Aetatibus Mundi et Hominis                                        |                     | Parigi     | A cura di Hommeius Parisiis. |

## XVIII secolo
| Data | Autore, Opera | Tipografo | Luogo     | Commenti |
| ---- | --- | --------- | --------- | --- |
| 1708 | Andreas Agnellus |           | Modena    | A cura di Benedetto Bacchini. Agnello Ravennate (ca. 800 – 850) fu sacerdote e storico della sua città; si occupò specialmente della storia dei vescovi e arcivescovi di Ravenna. |
| 1715 | Poggio Bracciolini, Historia Florentina nunc primum in lucem edita                                                                                   |           | Venezia   | A cura di Giovanni Battista Recanati (1687-1734/35). |
| 1721 | Cassiodoro, Complexiones in epistolas et acta Apostolorum                                                                                            |           | Firenze   | A cura di Scipione Maffei, che rinvenne il manoscritto nel 1712, apparentemente un'opera perduta della Biblioteca Capitolare di Verona. |
| 1728 | Andreas Bergomas |           | Lipsia    | A cura di Joannes Burchardus Menckenius come parte della collezione Scriptores rerum germanicarum praecipue saxonicarum. |
| 1733 | Ambrogio Autperto, Homelia de Transfiguratione Domini                                                                                                |           | Parigi    | Curato da Edmond Martène e dal benedettino francese Ursin Durand nell'antologia Veterum scriptorum amplissima collectio. |
| 1759 | Martino di Bracara, De correctione rusticorum |           | Madrid    | Curato dall'agostiniano spagnolo Enrique Flórez quale parte della sua España Sagrada. |
| 1760 | Draconzio, Orestis tragoedia |           | Berna     | A cura di J. B. Sinner. Questa edizione presentò solo i versetti 1-2 e 752-770; i primi 53 furono pubblicati per la prima volta da Angelo Mai, mentre il poema completo fu pubblicato a Jena nel 1858 a cura di Karl Wilhelm Ludwig Müller. |
| 1773 | Titi Livi Historiarum libri XCI fragmentum ἀνέκδοτον descriptum et recognitum a… Vito Maria Giovenazzio, Paulo Jacobo Bruns ex schedis vetustissimis |           | Roma      | Frammento del libro XCI degli Ab urbe condita libri di Tito Livio (De bello Hispanico contra Sertorium), scoperto nel 1772 in un palinsesto della Biblioteca Vaticana (codice Pal. Lat. 24). Edizione a cura di Vito Maria Giovenazzi e Paul Jakob Bruns. Si tratta del più lungo frammento liviano noto. La prima edizione liviana ad includerlo fu quella pubblicata a Parigi da Jean-Nicolas Lallemand nel 1775. |
| 1775 | Braulione di Saragozza, Epistularium |           | Madrid    | A cura dell'agostiniano spagnolo Manuel Risco come parte della sua España Sagrada. |
| 1777 | Pascasio Radberto, In Lamentationes Jeremiae |           | Ratisbona | A cura di Froben Forster. |
| 1777 | Alcuino, Epistulae |           | Ratisbona | A cura di Froben Forster. |

## XIX secolo
| Data      | Autore, Opera                                                                   | Tipografo     | Luogo   | Commenti |
| --------- | ------------------------------------------------------------------------------- | ------------- | ------- | --- |
| 1815      | Frontone                                                                        |               | Milano  | A cura di Angelo Mai, che trovò il testo in un palinsesto. Oltre all'opera di Frontone, Mai pubblicò le lettere di Marco Aurelio, Lucio Vero e Antonino Pio. Una nuova edizione accresciuta fu pubblicata da Mai nel 1823.                                                     |
| 1815      | Simmaco, Orationes                                                              |               | Milano  | A cura di Angelo Mai. Trovò il testo nel palinsesto di Bobbio che doveva usare anche per Frontone e Cicerone. Una nuova edizione redatta a Roma da Mai nel 1825 utilizzò un nuovo testo vaticano, aggiungendoci quindi del nuovo materiale prima sconosciuto.                  |
| 1817      | Cicerone, Pro Marco Tullio                                                      |               | Milano  | Curato da Angelo Mai combinando un palinsesto di Milano con frammenti di Torino. Sopravvive soltanto in frammenti. |
| 1817      | Julius Valerius Alexander Polemius, Res gestae Alexandri Macedonis              |               | Venezia | |
| 1820      | Flavio Cresconio Corippo, Johannis                                              |               | Milano  | A cura di Pietro Mazzucchelli. |
| 1822      | Cicerone, De re publica                                                         |               | Roma    | Edizione basata su un palinsesto rinvenuto presso la Biblioteca Vaticana da Angelo Mai. Dei sei libri originali, l'edizione conteneva soprattutto i primi due e, in parti minori, il terzo, quarto e quinto. L'ultimo libro, il Somnium Scipionis fu pubblicato separatamente. |
| 1833-1838 | Giovanni Scoto Eriugena, Carmina                                                |               | Roma    | Curato da Angelo Mai quale parte della raccolta antologica Classi auctores e codicibus Vaticanis editi. Una raccolta completa delle poesie di Eriugena fu redatta a Parigi nel 1853 dal teologo tedesco Heinrich Joseph Floss per la Patrologia Latina.                        |
| 1849      | Giovanni Scoto Eriugena, Commentarius In Iohannem                               |               | Parigi  | Il manoscritto originale fu ritrovato da Félix Ravaisson, che lo incluse nel Catalogue general des manuscrits des bibliothèques publiques des départements. |
| 1852      | Aethicus Ister                                                                  |               | Parigi  | Curato da Armand D'Avezac e presentato come appendice alle sue Mémoire sull'autore e le sue opere. |
| 1853      | Giovanni Scoto Eriugena, Expositiones in Ierarchiam coelestem                   |               | Paris   | Curato da Heinrich Joseph Floss e incluso nella Patrologia Latina. |
| 1854      | Origo gentis Langobardorum                                                      |               | Torino  | Curato da Carlo Baudi di Vesme come parte dei suoi Edicta Regum Langobardorum, volume della serie Monumenta Historiae Patriae. |
| 1870      | Antimo                                                                          |               | Berlino | A cura del critico tedesco Valentin Rose (1829–1916). Il suo trattato De observatione ciborum si trova in una raccolta più ampia intitolata Anecdota Graeca et Graecolatina.                                                                                                   |
| 1870      | Braulione di Saragozza, Confessio vel Professio Iudaeorum civitatatis Toletanae |               | Madrid  | Curato da Fidel Fita nella rivista accademica spagnola Ciudad de Dios. |
| 1879      | Cassiodoro, Ordo generis Cassiodororum                                          |               | Lipsia  | Sopravvive solo nell'epitome comunemente intitolata Anecdoton Holderi, redatta dal filologo tedesco Hermann Usener. |
| 1879      | Cassio Felice                                                                   | B. G. Teubner | Lipsia  | A cura di Valentin Rose. |

## Traduzioni italiane precedenti
| Data | Autore, Opera                           | Tipografo         | Luogo   | Commenti                                                         |
| ---- | --------------------------------------- | ----------------- | ------- | ---------------------------------------------------------------- |
| 1476 | Poggio Bracciolini, Historia fiorentina | Giacomo de' Rossi | Venezia | Traduzione dal latino di Jacopo Bracciolini, figlio dell'autore. |